# برد دیویس (هنرپیشه)
 برد دیویس (انگلیسی: Brad Davis؛ ‏ ۶ نوامبر ۱۹۴۹ – ۸ سپتامبر ۱۹۹۱) بازیگر اهل ایالات متحده آمریکا بود.
از فیلم‌هایی که وی در آن نقش داشته است می‌توان به قطار سریع‌السیر نیمه‌شب، ارابه‌های آتش، کوئرله و چگونه در زندگی مشترک جان سالم به‌در ببریم اشاره کرد.